# 松本俊明
松本 俊明（まつもと としあき）は、日本のピアニスト、作曲家、音楽プロデューサー。初期の頃は松本 としあき名義を使用していた。

## 人物
MISIAの「Everything」やJUJUの「この夜を止めてよ」などのヒット曲を手掛ける作曲家。番組のテーマ曲なども担当する。オーストリアの老舗ピアノメーカー「ベーゼンドルファー」のピアノを愛用。ロンドン在住。

## ソロ作品

### シングル
|     | リリース日   | タイトル         | 規格    | 販売生産番号 | レコード会社                                   |
| --- | ------------ | ---------------- | ------- | ------------ | ---------------------------------------------- |
| 1st | 2008年3月5日 | リスに恋した少年 | 12cm CD | SICL-178     | ソニー・ミュージックジャパンインターナショナル |

### アルバム
|     | リリース日     | タイトル                                       | 規格                | 販売生産番号 | レコード会社                                   |
| --- | -------------- | ---------------------------------------------- | ------------------- | ------------ | ---------------------------------------------- |
| 1st | 2004年9月1日   | Pianoia I                                      | 12cm Hybrid CD/SACD | SICP-10007   | ソニー・ミュージックジャパンインターナショナル |
| 2nd | 2006年2月1日   | Pianoia II                                     | 12cm Hybrid CD/SACD | SICP-10018   | ソニー・ミュージックジャパンインターナショナル |
| 3rd | 2009年7月22日  | Pianoia                                        | 12cm Hybrid CD/SACD | SICC-10082   | ソニー・ミュージックジャパンインターナショナル |
| 4th | 2011年11月30日 | 五線紙と白地図                                 | 12cm CD             | PCCA-03503   | ポニーキャニオン                               |
| 5th | 2014年12月3日  | DEJAVU ～いつかどこかで～                      | 12cm CD             | UCCY-1047    | ユニバーサルミュージック                       |
| 6th | 2017年3月3日   | バクくんの ゆめのたね                          | 12cm CD             | DLMB-501     | Della                                          |
| 7th | 2017年11月3日  | リラクセーション・ピアノ～やすらぎの音風景     | 12cm CD             | DLDH-1894    | Della                                          |
| 8th | 2019年4月26日  | リラクセーション・ジャーニー～やすらぎの音紀行 | 12cm CD             | DLDH-1905    | Della                                          |
| 9th | 2024年11月20日 | レクイエムの森                                 | 12cm CD             | PCCA-06360   | ポニーキャニオン                               |

### ミニアルバム
|     | リリース日    | タイトル | リリース | レーベル                     |
| --- | ------------- | -------- | -------- | ---------------------------- |
| 1st | 2022年1月26日 | 音の花束 | 配信     | フジパシフィックミュージック |

## 参加作品
| リリース日    | タイトル                      | 規格             | 販売生産番号 | レコード会社                                   |
| ------------- | ----------------------------- | ---------------- | ------------ | ---------------------------------------------- |
| 2006年2月1日  | image 5cinq                   | 12cmCD           | SICC-290     | ソニー・ミュージックジャパンインターナショナル |
| 2009年2月18日 | image 5cinq(ブルースペックCD) | 12cm Blu-spec CD | SICC-20030   | ソニー・ミュージックジャパンインターナショナル |
| 2007年2月7日  | image6 six                    | 12cm CD          | SICC-610     | ソニー・ミュージックジャパンインターナショナル |
| 2009年2月18日 | image6 six(ブルースペックCD)  | 12cm Blu-spec CD | SICC-20031   | ソニー・ミュージックジャパンインターナショナル |

## CMタイアップ
| 曲名            | タイアップ                |
| --------------- | ------------------------- |
| 手をつないでた… | 関西電力 「冬の発電所」篇 |

## 楽曲提供

### あ行
- arp
  - 「風が吹いてた」
  - 「恋煩い」
- AI
  - 「ONE」
- 蒼井翔太
  - 「観覧車は回る」（SHOWTA.名義）
- 阿川泰子
  - 「(LOVE IS) VOICELESS」
- 中孝介
  - 「記憶」
  - 「言葉はいらない」
  - 「夜明け前」
  - 「ありがとうという名の少年」
- 荒木とよひさ
  - 「ひらひらと櫻」
  - 「HOTELハレクラニ」
  - 「落日の少年」
- アルゴ合唱団
  - 「モノトーン」
- アンサンブル・コノハ
  - 「輝きのとき」
- アンソニー・ロン（倫永亮）
  - 「I' LL HOLD YOU FOREVER」
  - 「青い海」（藍海洋）
- 飯田有記美
  - 「Sailing」
  - 「あなたに会いたい」
- いいとも青年隊
  - 「彼方へ…」
- 生稲晃子
  - 「日曜日はいらない」
  - 「海になりたい」
- 伊沢麻未
  - 「雪のかけら」
- 石川ひとみ
  - 「やさしくなりたいだけ」
- 石田燿子
  - 「私はLUCKY STAR」
  - 「夢じゃないよね」
- 伊東ゆかり
  - 「Beautiful Days」
  - 「やわらかな夜に」
- 伊東ゆかり・小堺一機
  - 「いつか もしか まさか」
- 伊藤蘭
  - 「今」
- 稲垣潤一
  - 「心からオネスティー」
  - 「メリークリスマスが言えない」
  - 「セカンド・キス」
  - 「リワインド」
  - 「あなたがすべて」
  - 「君に言い尽くせないまま」
  - 「終着駅」
  - 「もうひとつの夏」
  - 「Impossibility」
  - 「黄昏が目にしみる」
  - 「CRESCENDO」
  - 「星降る二人」
  - 「君には、本当に手が焼ける」
  - 「雨の朝と風の夜に」
  - 「SONGS REMAIN THE SAME」
  - 「Fairy」
  - 「Stand by the love」
  - 「まわれ、運命。」
  - 「絆」
  - 「From somewhere～風の見える場所へ～」
  - 「アリノママ」
  - 「rhymelight」
  - 「愛を急がない」
  - 「その手を伸ばして」
- 井上杏美
  - 「夢飛行」[注釈 1]
- 井端珠里
  - 「ハッピー・シチュー・タイム」
  - 「ばぶるばす」
  - 「思い出さないで」
- 今井美樹
  - 「Sol y Sombra」
  - 「陽のあたる場所から」
- イム・ヒョンジュ
  - 「Misty Moon」
  - 「初恋」
- 岩崎宏美
  - 「約束」
  - 「ジェシカ」
- 岩下清香
  - 「リフレインの中で」
- いんぐりもんぐり
  - 「マリンタワーに抱かれて」
- VIRGO
  - 「TOO BLUE SKY」
- Wink
  - 「イマージュな関係」（『わたしとわたし ふたりのロッテ』エンディングテーマ）
  - 「ただ夏に恋をした」
- 上野優華
  - 「おぼろ月の夜に」
- 上原さくら
  - 「ム・リ」（岩下京子名義）
- うたなるキッズ
  - 「不思議なエヴリディ」
- 内田順子
  - 「V Vラビット」
- AKB48 アンダーガールズ
  - 「涙のシーソーゲーム」
- SKE48チームE
  - 「Long long way home」
- SKE48 チームKII
  - 「握手の愛」
  - 「Go for the Dream!!」
  - 「We Don't Have A Time!!」
- sg WANNA BE
  - 「愛し過ぎて」
  - 「片翼の空」
- 衛藤利恵
  - 「未来の風」
  - 「for me」
- エンレイ（媛麗）
  - 「永遠のひと」
  - 「倖せは少しずつ」
- 大浦みずき
  - 「夕やみにまぎれて－Still I love you－」
  - 「ラストダンスはあなたに」
- 大竹佑季
  - 「Awakening」
  - 「或る悲しみ」
- 大山百合香
  - 「光あるもの」
  - 「話さずにはいられない」
- 岡本知高
  - 「空へ」
- 小川範子
  - 「かきかけの手記のように」
  - 「これでいいの」
- 奥菜恵
  - 「家へ帰ろう」
- 奥永知子
  - 「一瞬の夏」
  - 「何故…?」
  - 「思い出が手を振る」
  - 「イノセント」
- 織田裕二
  - 「恋人達の子守歌」
- オルリコ
  - 「草原の虹」

### か行
- 海蔵亮太
  - 「未来のトビラ」
- 影山ヒロノブ
  - 「WIN A FIGHT」（TVアニメ『爆球連発!!スーパービーダマン』主題歌）
- 柏原芳恵
  - 「別れたての夜は」
- 勝生真沙子
  - 「虹のBRAND-NEW DAY」（TVアニメ『ドラゴンクエスト』エンディングテーマ）
- 勝又亜依子
  - 「made in love」（ahhco名義）
  - 「about us?」（ahhco名義）
- かとうれいこ
  - 「この愛のすべて」
  - 「覚悟を決めた日」
  - 「こんな夜だから」
  - 「La espalda」
- 門倉有希
  - 「友情」
  - 「小説」
- KANA
  - 「Keep way」
- 花耶
  - 「Your Song」
  - 「君の名前」
- 唐沢美帆
  - 「パレット」
- 川上大輔
  - 「片想いのロマンス」
  - 「400年のラブストーリー」
  - 「シグナル」
- キエラ・キキ・シェアード
  - 「Rise」
- 菊丘ひろみ
  - 「ラティーナ」
- 菊池健一郎
  - 「JULIET TOWN」
- 城南海
  - 「アンマ」
  - 「いつか星になる」
  - 「タピオカ」
  - 「君だけのメロディー」
  - 「もらいもの」
  - 「君だけがいない冬」
  - 「柔らかな檻」
  - 「あなたへ」
- 木瀬りえ子
  - 「悲しみのオーラ」
- 北村匠海
  - 「リスに恋した少年」
- 木戸やすひろ
  - 「手をふる」
- キム・ジョンフン
  - 「奇蹟～一番好きな人のために～」
  - 「Passage」
  - 「Blue Moon」
- キム・ヨンジャ
  - 「ETERNAL LOVE」
- Q3（八木亜希子・越智静香・中島宏海）
  - 「女王様たちの夜」
- 京野ことみ
  - 「NOW！」
- 霧矢大夢
  - 「夢の果てまでも」
  - 「夜の虹～Holy Night」
- 工藤静香
  - 「I’m nothing to you」
  - 「naked love」
  - 「Wing」
  - 「Tomorrow's river」
  - 「Olivia」
  - 「7」
  - 「Girl」
  - 「風になりたい」
  - 「翼を広げて」
  - 「長い髪」
  - 「Hot Winter」
  - 「銀の爪」
  - 「摩天楼」
  - 「Flash Back」
  - 「ゆらぎの月」
- クニミ・アンドレア
  - 「All We Need」
- 倉橋ルイ子
  - 「青い空の下で」
- Crystal Kay
  - 「未来の地図」
- Crystal Kay×CHEMISTRY
  - 「Two As One」
- クリシア
  - 「Sing About Love」
  - 「Over You」
- Qlair
  - 「恋のメダリスト」
- グレース・マーヤ
  - 「Love Is A Mystery」
- Ｋ
  - 「Stay Right Here」
- CoCo
  - 「雨のジェラシー」
  - 「妖精たちのラプソディー」
- 郷ひろみ
  - 「時をかさねたら」
  - 「もう誰も愛さない」
  - 「トーキョー・ジゴロ」
  - 「泣けばいい」
- 御三家（G3K、橋幸夫・舟木一夫・西郷輝彦）
  - 「小さな手紙」（NHK『みんなのうた』）
- 児島未散
  - 「新しい一日のために」
  - 「ベイサイド・ブルー～喜びの朝のために～」
- 小林幸子
  - 「さよならありがとう」（映画『クレヨンしんちゃん 嵐を呼ぶジャングル』主題歌）
- 近藤ナツコ
  - 「バレンタイン・イヴ」
  - 「どうしようもないくらい恋してる」
  - 「星降るパラダイス」
- 近藤名奈
  - 「クレッシェンド」

### さ行
- 佐伯伽耶
  - 「電車もいいね」
- サエラ
  - 「玉手箱」
- 酒井法子
  - 「きっと今日からは」
- 坂本冬美
  - 「花は知っていた」
  - 「予感」
  - 「ジェラシーの織り糸」
- 桜井智
  - 「星が空を旅する夜」
- 佐田真由美
  - 「Faith〜時の脈拍〜 」（映画『天使の牙B.T.A.』オリジナル・サウンドトラック）
- 佐藤敦啓
  - 「ONE NIGHT STAND」
- サラ・オレイン
  - 「いのり」
- THEカルテット 
  - 「アカシヤの下で」
- The Notes of Museum
  - 「Dragon Dance」
- 椎名へきる
  - 「NEVER NEVER」
  - 「漂流者」（with真矢）
- 椎名恵
  - 「あなたを忘れたくて」
- ジェフ・チャン (張信哲)
  - 「人海」
- シェネル
  - 「TO YOU」
- 志賀真理子
  - 「TIME FOR LOVE」
- ジジ・リョン (梁詠琪)
  - 「TING SHUO TA AI NI」（聽說她愛你）
- 篠岡美佳
  - 「想い出にかわる頃」（Mika名義）
  - 「気づかせたい」（Mika名義）
- 篠原恵美
  - 「忘れるために恋をしないで」
- 柴田夏乃
  - 「ハロー・マイフレンズ」
- 島袋寛子
  - 「In Season」（hiro名義）
- 少女隊
  - 「ESCAPE A.M.3:00」
  - 「異国の神話」
- JUICE
  - 「笑顔に会いたくて！」
- JUJU
  - 「この夜を止めてよ」
  - 「こたえ」
- JUNNA
  - 「星座」
- Joelle
  - 「夕陽が沈んだら私達も夜になろう」
- ジョン・ローン
  - 「Wonderland」
- 杉本理恵
  - 「Fight!」
  - 「ささやきがKISSになる」
- 鈴木トオル
  - 「結末」
  - 「A Happy New Year!」
- 鈴木真仁
  - 「愛がはじまる」
- 鈴里真帆
  - 「君が選んだ未来」
- Sumire
  - 「Tree」
- 関本彩子
  - 「あなたに愛されたい」
- SETA
  - 「月下」
- 瀬戸朝香
  - 「一月の真夏日」
- 千堂あきほ
  - 「缶ビールのロンリネス」
- Saltie
  - 「Shine」
  - 「結び目」
  - 「にいちゃんのランドセル」
  - 「ひとりにひとつの空」
  - 「Thank You」
  - 「この娘はだーれ？」
  - 「Perfect」
  - 「花束」

### た行
- Time FellowShip
  - 「seed」
  - 「Sweet Days」
- 高嶋政宏
  - 「そんな映画を見たよ」
- 高橋由美子
  - 「負けてもいいよ」
- 高橋洋子
  - 「ウェンディーの瞳」
  - 「Living with joy」
- 高畑充希
  - 「101の涙」（みつき名義）
- 高見のっぽ
  - 「グラスホッパー物語」（NHK『みんなのうた』）
- 貴水博之
  - 「サイコウガール」
  - 「YOU」
- 高山みなみ
  - 「C'EST LA VIE」
- 田嶋里香
  - 「ありがとう」
- 橘いずみ
  - 「ぼくらはみらいのたんけんたい」
- 館林見晴
  - 「ダイアリーはつぼみのまま」
- 田中陽子
  - 「赤い口紅」
- 谷村新司
  - 「真夜中のミュージアム」
- 田原俊彦
  - 「KISSで女は薔薇になる」
- ダイアナ湯川
  - 「La Priere」
- 大地真央
  - 「さっきまで愛していた」
  - 「上海ミストレス」
- SS501
  - 「光」
  - 「Always and Forever」
- チェン・ミン
  - 「彩雲」
- 辻本祐樹
  - 「もう一度…」
- TS・トライアングル
  - 「この思いが届くのに～悲しい記憶～」
- デイビッド・ロイ（Lui Fong）
  - 「Hui Tou Yi Kan」
- TiNgS
  - 「Yellow  Rose」
- 手越祐也
  - 「ONE LIFE」
- 手嶌葵
  - 「エレファン」
- 天童よしみ
  - 「操車場の町」
  - 「コーダ」
- 冬馬由美
  - 「この夜のときめきを…」
- 戸川京子
  - 「ママ」
- TOKU
  - 「Wings Of Love」
  - 「More Than You Know」
- 刀根麻理子
  - 「夢一途」
  - 「ミストラル」
  - 「Mefie Toi」
- 富沢美智恵
  - 「Lovin' You」
- ともさかりえ
  - 「2人」
- とりづかひろもと
  - 「ようちえんにはいったら」

### な行
- 中江有里
  - 「気づいてないの」
  - 「あなたにありがとう」
  - 「いつも」
- 中川亜紀子
  - 「ちょっとぐらいじゃ壊れない」
- 中島啓江・小堺一機
  - 「さよならゲーム」
- 中嶋美智代
  - 「しあわせの色」
  - 「IKENAI♥約束」
- 中西保志
  - 「2nd TIME」
  - 「もどれなくなりそう」
  - 「愛が見えたとき」
- 中村耕一
  - 「こわれもの」
- 中山忍
  - 「優しい予感」
  - 「星空の冒険者」
- 永作博美
  - 「天使が胸に降りる時」
- 長山洋子
  - 「綺麗なプライド」
- 夏川りみ
  - 「永遠の消印」
- 夏木マリ
  - 「上弦の月」
  - 「One of Love」（GIBIER du MARIE名義）
  - 「Blues Christmas」（GIBIER du MARIE名義）
- 名取香り
  - 「IF」
- 難波弘之
  - 「メモラビリア」（eden名義、歌：上野洋子）
  - 「シャングリラ」（eden名義、歌：上野洋子）
  - 「サンビセンテ」（eden名義、歌：上野洋子）
- 西田ひかる
  - 「Seven Wonders」
  - 「みちびかれて」
  - 「守りたいの…」
  - 「ある朝、恋について考えたこと」
  - 「幸せが胸にある」
  - 「空色」
  - 「約束」
  - 「笑顔の種〜Seeds of Smile」
- 西塚三四郎
  - 「自分を守りすぎて」
- 西野妙子
  - 「だったら友情でいいのね」
- 野上ゆかな
  - 「シャッターチャンス」
  - 「幸せにならないで」

### は行
- 橋本潮
  - 「ごめんねって…」
- 花島優子
  - 「悲しみに一番近い場所」（『美少女仮面ポワトリン』エンディングテーマ）
  - 「あなただけ Change Me」（『美少女仮面ポワトリン』エンディングテーマ）
- 早坂好恵
  - 「絶対!Part2」（『らんま1/2熱闘編』オープニングテーマ）
  - 「キミに本命申し上げます」
  - 「逆転タイフーン」
  - 「ハレルヤ」
  - 「ガンバロウ」
  - 「まっすぐ」
  - 「バイバイ涙」
  - 「かたくな　かたくな」
  - 「黄昏にようこそ」
  - 「恋はあはは」
  - 「神様ほしい」
  - 「オカドチガイ」
  - 「底ぬけ脱線ガール」
  - 「ぎゃふん」
  - 「発恋」
  - 「絶対！」
  - 「はらほろひれはれ」
  - 「ばきゅん!」
  - 「ギャグ」
  - 「ナ・カ・ヨ・シ」
  - 「天使のバカヤロー」
  - 「どつぼ」
  - 「ドンパチ」
  - 「星降る砂浜」
- パク・クァンヒョン
  - 「Dear...」
- パク・ヨンハ
  - 「永遠」
  - 「Heart」
  - 「Let It Shine～輝く空へ」
- 林部智史
  - 「Omoide」
- 春口雅子
  - 「いっしょに行こうよ」
- 光GENJI
  - 「GROWING UP」
  - 「君には僕が」
- 平林龍
  - 「君だけを見つめてる～四季の歌2012」
- 平松まゆき
  - 「突然の電話」
  - 「言葉はオルゴール」
- ビビアン・スー
  - 「くちびるの神話」
  - 「忘れたい忘れたくない」
  - 「月影で抱きしめて」
  - 「我愛你」
- 深田恭子
  - 「People」
- 深津絵里
  - 「太陽も花も木も」（with中上雅巳）
  - 「sourire」
  - 「長い髪の女の子なら」
- 藤岡正明
  - 「交差点」
- 藤澤ノリマサ
  - 「銀の雨」
- フジテレビアナウンサー
  - 「Knock Me!」（菊間千乃・杉浦広子・佐々木恭子・藤村さおり）
  - 「Every little step」（西山喜久恵）
  - 「パドトロアじゃ踊れない」（小島奈津子・西山喜久恵）
  - 「Don't Be Afraid」（BIG MOUTH）
- フルーツ
  - 「し・あ・わ・せ」
- 古谷徹
  - 「未来をめざして」（TVアニメ『ドラゴンクエスト』オープニングテーマ）
- ブライオニー
  - 「A Pocketfull Of Dream」
- ブリジット・ウィルソン
  - 「All This Time」
- プリシラ・アーン
  - 「見えない羽根」
- ホ・ヨンセン
  - 「いつでも僕は君といる」
- 細坪基佳
  - 「もう一度」
- 堀内孝仁
  - 「何故僕はここにいるのか」
- 堀江美都子
  - 「はじめてのことばかり」
  - 「First」
  - 「僕らの宝箱」
- ホワイトタイガース
  - 「晴れのちイリュージョン」

### ま行
- 舞
  - 「Sincerely yours」
- 麻衣
  - 「空みあげて」
  - 「よろこびかなしみ」
- まきちゃんぐ
  - 「恋」
- 増田恵子
  - 「星になったパパ」[注釈 1]
  - 「ハロートゥミ―」[注釈 1]
- MASUMI
  - 「５・KA・N」
  - 「HEAVEN」
  - 「REMEMBER」
- 松たか子
  - 「Afterimage」
- 松崎しげる
  - 「My love song」
- 松下里美
  - 「プリズム」
  - 「Good night」
- 松下奈緒
  - 「Moonshine～月あかり～」（映画『ピアノの森』主題歌）
  - 「La belle」
- 松本保典
  - 「ゴール～黄金のかけら～」
- 松雪泰子
  - 「時を越えて」
  - 「Rain -雨に抱かれて」
  - 「WISH」
  - 「おやすみ」
- ManaKana
  - 「アップトゥミー」
- マリーン
  - 「Dazzle the Night」
  - 「In The Quiet Blue」
  - 「Falling Deep」
- 真璃子
  - 「ふしぎなぼうけん」（フジテレビ『ひらけ!ポンキッキ』）
- マリベス
  - 「アーバン・パラダイス」
- MISIA
  - 「忘れない日々」
  - 「Everything」
  - 「果てなく続くストーリー」
  - 「甘い恋人」
  - 「We are the music」
  - 「So Beautiful」
  - 「LOVE TRULY」
  - 「明日へ」
  - 「幸せをフォーエバー」
  - 「HOPE & DREAMS」
  - 「Oh Lovely Day」
  - 「SERENDIPITY」
  - 「さよならも言わないままで」
  - 「おはようユニバース」
  - 「LOVE NEVER DIES」
- 三浦浩一
  - 「JEALOUSY NIGHT」[注釈 1]
- 三浦理恵子
  - 「友達より遠い人」
  - 「待ってるね」
- 水野あおい
  - 「恋なのかな？？？」
- ミズノマリ
  - 「週末のVoyager」
- 溝口肇
  - 「やさしい答え」
- MIZUKI
  - 「FOR YOU」
- 観月ありさ
  - 「唄ってあげたい」
- 宮本笑里
  - 「passion cachee～秘めた思い～」
  - 「Le manege」
- myu:t
  - 「keeping lovers time」
- MILLEA
  - 「孤独という名のプライド」
- MOOMIN
  - 「悲しみが消えるまで」
  - 「Summer Shadow」
- 村治佳織
  - 「Le Ciel～空～」
  - 「Juin」
- MAY
  - 「時をとめて」
- 米良美一
  - 「まるでジャスミン」
  - 「Sleeping in the sky」
  - 「愛しさの糧」
  - 「Sweetest Scene」
  - 「Lovers in the morning」
  - 「She's So Maniac」
  - 「I'll be there」
- Melody
  - 「少し自惚れて」
- 森公美子
  - 「あなただけ MY LOVE」
  - 「ひまわりの頃」
  - 「私のSunshine」
- 森昌子
  - 「洗濯日和」
  - 「人生を抱いて」
- 森川美穂
  - 「涙のあとにあなたがいれば」
  - 「その唇をさえぎるものを」
- 森口博子
  - 「夢がMORI MORI」（『夢がMORI MORI』テーマソング）
- 森末慎二
  - 「SUMMER RAINBOW」
- 森高千里
  - 「常夏のパラダイス」
- 森の木児童合唱団
  - 「FUN!FUN!FUN!」

### や行以降
- 薬師丸ひろ子
  - 「窓」
  - 「まなざし」
  - 「きみの月光」
  - 「皆勤賞」
- yaSya&David with R.P.M
  - 「I REALLY WANT TO SAY」
- 山野さと子
  - 「サンバのちゃっちゃっ」
- ラスカ
  - 「終わらぬ愛のもとで」
- LISA
  - 「OUT OF CRY」
- ribbon
  - 「避暑地の風」
  - 「嵐のくちびる～風を見たあの丘で」
- レスリー・チャン（張國榮）
  - 「傍らの人」（身邊有人）
- レモンエンジェル
  - 「記念日」
  - 「第２ボタン」
  - 「花嫁」
- Wakana
  - 「金木犀」
  - 「そのさきへ」
- 和田アキ子
  - 「ぽろぽろ」
- Waffle
  - 「憧れミステリー」
  - 「クエスチョンの冒険」

広東版
- 香港歌手 ディッキー・チョン Dicky Cheung (張衛健) - 「無需再一起」 ⓟⓒ1993 アルバム『出位』原曲?

## 受賞
- 2001年 JASRAC賞 MISIA 「Everything」（金賞）

## 著書
- hope （2008年4月） ポプラ社
- グラスホッパー物語 （2012年12月） ニコワークス